# Okres Blansko
Der  Okres Blansko (deutsch Bezirk Blanz) befindet sich im Norden der Südmährischen Region (Jihomoravský kraj) in Tschechien. 47 % der 942 km² Gesamtfläche kann landwirtschaftlich genutzt werden. Zum Okres gehören 116 Gemeinden, davon acht Städte und neun Minderstädte.
43 % der Erwerbstätigen sind in der Industrie beschäftigt, die Arbeitslosenquote beträgt 7,4 %. Die wichtigste Branche ist der Maschinenbau.
In Blansko befinden sich zahlreiche Kultur- und Naturdenkmäler:
- Naturpark Moravský kras mit den Höhlen Punkevní jeskyně und der Schlucht  Macocha, Höhle Balcarka und Kateřinská jeskyně sowie Sloupsko-šošůvské jeskyně.
- Gegenden der Ruhe sind die Naturparks Halasovo Kunštátsko, Lysicko, Rakovecké údolí, Řehořkovo Kořenecko und Svratecká hornatina.
- Zu den bekanntesten historischen Denkmälern gehören:
  - Renaissanceschloss Blansko
  - Ruine der Burg und des Empireschlosses Schloss Boskovice
  - Renaissance und Frühbarock Schloss Kunštát
  - Renaissance Schloss Lysice
  - Schloss Rájec nad Svitavou
- Zu den kirchlichen Bauwerken zählen die Wallfahrtskirchen in Křtiny und Sloup, Pfarrkirchen in Boskovice und Bořitov, sowie die Kirche in Svatá Kateřina.

Zum 1. Januar 2007 wechselten 14 Gemeinden in den Okres Brno-venkov: Běleč, Brumov, Březina, Bukovice, Hluboké Dvory, Lomnice, Ochoz u Tišnova, Osiky, Rašov, Rohozec, Strhaře, Synalov, Unín und Zhoř.

## Städte und Gemeinden
Adamov – Bedřichov – Benešov – Blansko – Borotín – Bořitov – Boskovice – Brťov-Jeneč – Bukovina – Bukovinka – Býkovice – Cetkovice – Crhov – Černá Hora – Černovice – Deštná – Dlouhá Lhota – Doubravice nad Svitavou – Drnovice – Habrůvka – Hodonín – Holštejn – Horní Poříčí – Horní Smržov – Chrudichromy – Jabloňany – Jedovnice – Kněževes – Knínice – Kořenec – Kotvrdovice – Kozárov – Krasová – Krhov – Křetín – Křtěnov – Křtiny – Kulířov – Kunčina Ves – Kunice – Kuničky – Kunštát – Lazinov – Lažany – Letovice – Lhota Rapotina – Lhota u Lysic – Lhota u Olešnice – Lipovec – Lipůvka – Louka – Lubě – Ludíkov – Lysice – Makov – Malá Lhota – Malá Roudka – Míchov – Milonice – Němčice – Nýrov – Obora – Okrouhlá – Olešnice – Olomučany – Ostrov u Macochy – Pamětice – Petrov – Petrovice – Prostřední Poříčí – Rájec-Jestřebí – Ráječko – Roubanina – Rozseč nad Kunštátem – Rozsíčka – Rudice – Sebranice – Senetářov – Skalice nad Svitavou – Skrchov – Sloup – Spešov – Stvolová – Sudice – Suchý – Sulíkov – Světlá – Svinošice – Svitávka – Šebetov – Šebrov-Kateřina – Šošůvka – Štěchov – Tasovice – Uhřice – Újezd u Boskovic – Újezd u Černé Hory – Úsobrno – Ústup – Valchov – Vanovice – Vavřinec – Vážany – Velenov – Velké Opatovice – Vilémovice – Vísky – Voděrady – Vranová – Vysočany – Závist – Zbraslavec – Žďár – Žďárná – Žernovník – Žerůtky